# الأمراض المنقولة جنسيا في صناعة الإباحية
تتعامل الأمراض المنقولة جنسياً في صناعة الإباحية مع قضية السلامة والصحة المهنية في صناعة الجنس من انتقال العدوى المنقولة جنسياً (الأمراض المنقولة جنسياً)، وخاصة فيروس نقص المناعة البشرية / متلازمة نقص المناعة المكتسب (الإيدز)، الذي أصبح سبباً رئيسياً للقلق منذ الثمانينات، خاصة بالنسبة لممثلي الأفلام الإباحية. اعتبارًا من عام 2009، كانت هناك 22 حالة إصابة بفيروس نقص المناعة البشري تم الإبلاغ عنها في صناعة المواد الإباحية الأمريكية؛ ما يقرب من نصفهم كانوا من الرجال الذين يعملون في أفلام مثلي الجنس، والنصف الآخر من الرجال والنساء الذين يعملون في إنتاج الجنس الآخر.

## أنواع الأمراض
ولأن صناعة الأفلام الإباحية تينطوي على الجنس غير المحاكى، عادة بدون الواقي الذكري (الجماع الشرجي بدون واقي ذكري)، والجهات الفاعلة الإباحية معرضة بشكل خاص للأمراض المنقولة جنسيا بما في ذلك الكلاميديا، السيلان، الزهري، وفيروس نقص المناعة البشرية / الإيدز.

## حالات فيروس نقص المناعة البشرية

### الثمانينات والتسعينات

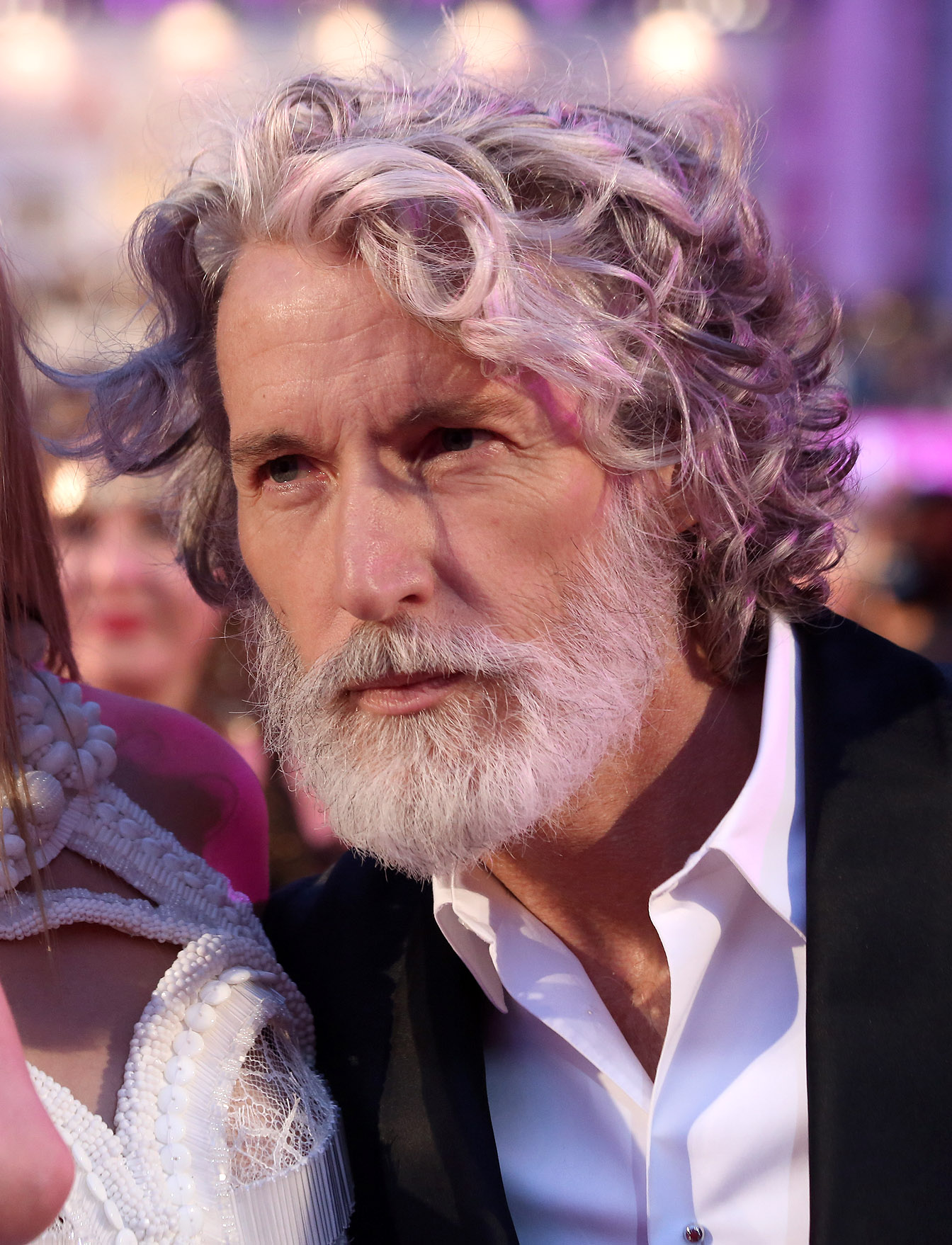
إيدن شو أُصيب بفيروس العوز المناعي البشري في 1997

وفقًا للممثلة الإباحية السابقة (شيلي لوبن)، أدى تفشي فيروس نقص المناعة البشرية في الثمانينات إلى وفاة 27 من نجوم الأفلام بين عامي 1985 و 1992، بما في ذلك ويد نيكولز (الذي توفي عام 1985)، جون هولمز (1988)، ومارك ستيفنز (1989) وآل باركر (1992). عندما توفي نيكولز في عام 1985، نفى زميله في النجم رون جيرمي أن تكون وفاة نيكولز مرتبطة بالإيدز.:406
في فبراير 1986، تم تشخيص هولمز على أنه مصاب بفيروس نقص المناعة البشرية. قبل ستة أشهر، كان قد اختبر نتائج سلبية. خلال صيف عام 1986، وافق هولمز، وهو يعرف حالة الإصابة بفيروس نقص المناعة البشرية، على العرض في فيلمين إباحيين يتم تصويرهما في إيطاليا، دون إبلاغ المنتجين بحالة الإصابة بالفيروس. كان المؤدون في فيلم واحد، «صعود وسقوط الإمبراطورة الرومانية»، إيلونا "Cicciolina" Staller ، الذي أصبح لاحقًا عضوًا في البرلمان الإيطالي، تراسي ادمز، كريستوف كلارك، وامبير لون. فنانو الفيلم الآخر، الشيطان في السيد هولمز، هم آدمز، لين، كارين شوبرت، ومارينا هيدمان. فيوقت لاحق، تبين أن هولمز اختار بوعي عدم الكشف عن حالة الإصابة بفيروس نقص المناعة البشرية لمنتجيه أو النجوم المشاركين قبل الانخراط في ممارسة الجنس دون وقاية للتصوير.بسبب فشل صحته، عزا هولمز حالته الخبيثة إلى سرطان القولون وأقر أولاً أنه مصاباً بالإيدز في يناير 1987.توفي بسبب مضاعفات متعلقة بالإيدز في 13 مارس 1988، البالغ من العمر 43 عامًا.
توفي ستيفنز بسبب الإيدز :405 في عام 1989، عن عمر يناهز 46 عامًا. توفي باركر في عام 1992 بسبب مضاعفات الإيدز، وعمره 40 عامًا. اكتشف مارك واليس، وهو مستخدم معروف للمخدرات الوريدية، الإصابة بفيروس نقص المناعة البشرية في عام 1998. في 30 أبريل 1998، تم تشخيص حالته من قبل صناعة البالغين الطبية (AIM) على أنه مصاب بفيروس نقص المناعة البشرية. زُعم أنه أخفى حالته الإيجابية لفيروس نقص المناعة البشرية لمدة عامين، مع شائعات بأنه أنجز ذلك عن طريق استخدام الدم المزيف من خلال العديد من دورات اختبار فيروس نقص المناعة البشرية لمواصلة العمل. تم التنازع على هذه التكهنات والتحقيق فيها باستخدام اختبارات واليس، ولكن لم يكن هناك شك في أنه خلال هذه الفترة أصيب واليس بسبع نساء في المجموعة: بروك آشلي، تريشيا ديفيريو، ]كارولين، نينا شيري، جوردان ماكنايت، باربرا دول، وكيمبرلي جيد.

### عقد 2000
في 12 أكتوبر 2010، أبلغت AIM عن إصابة ممثل أو ممثلة بفيروس نقص المناعة البشرية. لم يتم نشر اسم الشخص ونوع جنسه للجمهور. كانت Vivid Entertainment و Wicked Pictures أول الشركات التي أعلنت عن إيقاف الإنتاج. على الرغم من أن Wicked Pictures تسمح لبعض الفنانين بارتداء الواقي الذكري، إلا أن الشركة أغلقت انتظار قائمة الحجر الصحي. أغلقت العديد من استوديوهات الإباحية الأخرى كإجراء وقائي. في ذلك الوقت، لم يختبر أي فنانين آخرين فيروس نقص المناعة البشرية. في ديسمبر، تم تحديد الأداء الإيجابي لفيروس نقص المناعة البشرية على أنه دريك بيرتس. كان Burts يعمل في كل من المواد الإباحية الجنسية ومثلي الجنس. وعلى الرغم من التعاقد السيلان، الكلاميديا والزهري، واصلت Burts يشاركون في ممارسة الجنس غير الآمن في الأفلام قبل الإقلاع عن التدخين مرة واحدة تم تشخيص حالته بأنه بأنها بفيروس نقص المناعة البشرية. وأبلغته مؤسسة الرعاية الصحية الطبية للبالغين أنه قد أصيب بالمرض، وهو ما حصل عليه بيرتس في مجموعة خارج نظام AIM ، أثناء وجوده في مشهد جنسي عن طريق الفم مع «ممثل ذكر إيجابي بفيروس نقص المناعة البشرية». في آب (أغسطس) 2011، تم إغلاق الصناعة مؤقتًا بسبب أنباء عن أداء مؤدي للفيروس. وأكدت ديان ديوك، المدير التنفيذي لائتلاف حرية التعبير، الموقف.استأنف الإنتاج في وقت لاحق الإنتاج عندما تمت إعادة اختبار المؤدي واستعاد سلبيته. في يونيو 2013، أثبت أداء لمثلي الجنس من الذكور إيجابية لفيروس نقص المناعة البشرية في اختبار دم روتيني أجرته FSC. كان المؤدي المجهول قد عمل سابقًا حصريًا على أفلام الواقي الذكري فقط. قرر FSC أن العدوى لم تحدث في مكانها. في آب / أغسطس 2013، أثبتت إحدى الفنانات البالغات، كاميرون باي، الإصابة بفيروس نقص المناعة البشرية. ردًا على ذلك، نظمت FSC وقفًا على نطاق الصناعة في الفترة من 21 أغسطس إلى 27 أغسطس. في 4 سبتمبر، أعلن رود ديلي، صديقها السابق في كاميرون باي، [ أنه قد اختبر أيضًا فيروس نقص المناعة البشرية إيجابي. وبعد يومين، أثبتت مؤدية ثالثة مجهولة الهوية إيجابية مما دفع FSC إلى تنظيم وقف ثانٍ في الفترة من 6 سبتمبر إلى 20 سبتمبر. تم اكتشاف أن جميع الإصابات الثلاثة حدثت بدون تعويض. ظهرت شائعات عن اختبار فيروس نقص المناعة البشرية الرابع خلال شهر سبتمبر ولكن لم يتم إثباتها.
في ديسمبر 2013، أثبت ممثل إباحي ذكر أنه مصاب بفيروس نقص المناعة البشرية، مما دفع FSC إلى وقف الإنتاج لمدة أسبوع واحد. تم تحديد هذه العدوى أيضًا في حدوثها.

## الاختبارات والعيادات
وقد أدت هذه الاكتشافات إلى إنشاء مؤسسة الرعاية الصحية الطبية للصناعات الخاصة بالراشدين (AIM Healthcare أو AIM) في عام 1998، والتي ساعدت في إنشاء نظام مراقبة في صناعة الأفلام الإباحية في الولايات المتحدة، وكانت هناك حاجة إلى اختبار الجهات الفاعلة في الأفلام الإباحية عن فيروس نقص المناعة البشرية كل 30 يوما. . يتطلب نظام AIM تسجيل جميع الاتصالات الجنسية، مع نتائج اختبار إيجابية تؤدي إلى جميع الاتصالات الجنسية لمدة ثلاثة إلى ستة أشهر يتم الاتصال بها وإعادة اختبارها. أصبح استخدام الواقي الذكري قياسيًا في الأفلام التي تعرض الجنس الشرجي المثلي. بسبب الاختبارات الطبية الدقيقة والإلزامية، أصبحت حالات الإصابة بفيروس نقص المناعة البشرية والإيدز نادرة في صناعة الأفلام الإباحية. ومع ذلك، فإن الاختبار طوعي (على الرغم من أن رفض الاختبار يمكن أن يؤدي إلى عدم تمثيل الممثل في دور جنسي) وليس هناك اختبار أو مراقبة لصناعة الأفلام الإباحية في بلدان أخرى. كانت هناك دلائل تشير إلى أن الجهات الفاعلة تركت هذه الصناعة طواعية، على الأقل الصناعة في الولايات المتحدة، بدلاً من اختبارها بواسطة AIM والكشف عن حالة الإيدز والإيدز. أغلقت AIM جميع عملياتها في مايو 2011، مما أجبر الصناعة على البحث عن آليات أخرى لدعم وإنفاذ الاختبارات المنتظمة. تم سد الفجوة بواسطة تحالف حرية التعبير، الذي أنشأ نظام APHSS ، المعروف الآن باسم خدمات فحص إتاحة الأداء 

## التشريعات

### تشريعات للحد من انتشار فيروس نقص المناعة البشرية
بسبب محدودية هذا الاندلاع، نظرت حكومة ولاية كاليفورنيا تنظيم هذه الصناعة. واقترح البعض تفويض ارتداء الواقي الذكري أثناء مشاهد جنسية صريحة. يقول عاملون في الصناعة أن هذا من شأنه أن يفسد مبيعات منتجاتهم لأن المحتوى غير المحمي هو أحد نقاط البيع لبعض أفلامهم. يقولون إن ارتداء الواقي الذكري يفسد التخيلات الجنسية للعديد من المشاهدين.و يقول المطلعون إن مثل هذا التنظيم قد يجبر الصناعة داخل الوطن أو خارج كاليفورنيا أو خارجها حيث سيكون أكثر عرضة للمخاطر الصحية لفناني الأداء. عملت مؤسسة الرعاية الصحية الطبية للكبار غير الهادفة للربح (AIM Healthcare) مع الحكومة من أجل وضع سياسات تراها الصناعة والحكومة مقبولة.

### اقتراع عام 2012 في لوس أنجلوس
في انتخابات عام 2012، عُرض على الناخبين في لوس أنجلوس المقياس ب («قانون أكثر أمانًا في صناعة أفلام الكبار») مع النص التالي: 
يجب اعتماد مرسوم يطالب منتجي أفلام البالغين بالحصول على تصريح للصحة العامة في المقاطعة، ومطالبة فناني الأفلام البالغين باستخدام الواقي الذكري أثناء ممارسة الجنس، لتقديم دليل على التدريب على العوامل الممرضة المنقولة بالدم، ونشر التصاريح والإشعارات لفناني الأداء، وجعل انتهاكات القانون خاضعة للغرامات المدنية والتهم الجنائية؟
زعم مؤيدو هذا الإجراء أن فناني المواد الإباحية كانوا أكثر عرضة للإصابة بفيروس نقص المناعة البشرية بشكل عام من عامة السكان وأنهم لا يحصلون عمومًا على تأمين صحي من قبل أرباب عملهم وبالتالي فإن دافع الضرائب سيدفع فاتورة علاج فيروس نقص المناعة البشرية. ادعى المعارضون أنها مضيعة للدولارات الضريبية بسبب بروتوكولات اختبار فيروس نقص المناعة البشرية الحالية الصارمة ولأن أحدا لم يصاب بفيروس نقص المناعة البشرية على مجموعة في السنوات الثماني الماضية في الولايات المتحدة.
لقد مر هذا الإجراء بتصويت 57٪ و 43٪ صوتوا ضده.